# Март
Март е името на третия месец от годината според григорианския календар и има 31 дни.

## Етимология
В Древен Рим март е бил наричан Martius, по името на древноримския бог на войната Марс. Затова и този месец се е смятал за особено благоприятен за военни действия. В древна Елада, март е бил известен като Anthesterion.
Прабългарите наричали този месец Читем, а славяните , тъй като през този месец падат най-малко валежи.

## Събития
- 1 март – Баба Марта в България; „Mărțișor“ в Румъния и Молдова
- 3 март – Национален празник на България, Освобождение на България от османска власт
- 8 март – Ден на жената
- 20 или 21 март – Пролетно равноденствие (денят е равен на нощта). В северното полукълбо започва пролетта (в южното – есента).
- 22 март – Първа пролет
- 25 март – Благовещение

## Любопитно
- През месец март Слънцето преминава през зодиакалните съзвездия Риби и Овен
- Месец март започва със същия ден от седмицата, с който и ноември; и на същия ден от седмицата, с който и февруари, когато годината е невисокосна
- Родените през месец март са зодия Риби (19 февруари – 20 март) или Овен (21 март – 19 април)